# ساعة الشيطان
ساعة الشيطان (بالإنجليزية: The Devil's Hour)‏ هو مسلسل دراما إثارة بريطاني من بطولة جيسيكا رين، بيتر كابالدي، أليكس فيرنز وميرا سيال، صدر الموسم الأول المتكون من 6 حلقات في 28 أكتوبر 2022 على منصة أمازون برايم فيديو.

## روابط خارجية
- ساعة الشيطان على موقع IMDb (الإنجليزية)
- ساعة الشيطان على موقع ميتاكريتيك (الإنجليزية)
- ساعة الشيطان على موقع روتن توميتوز (الإنجليزية)
- ساعة الشيطان على موقع كينوبويسك (الروسية)
- ساعة الشيطان على موقع قاعدة بيانات الفيلم (الإنجليزية)